# الشهداء (شمال سيناء)
الشهداء إحدى قرى مركز بئر العبد التابع لمحافظة شمال سيناء بجمهورية مصر العربية.